# Totalschaden
Ein Totalschaden ist in der Sachversicherung ein Sachschaden, bei dem eine Sache vollständig zerstört wird und ihre Wiederherstellung objektiv unmöglich ist oder die Sache abhandengekommen ist.

## Allgemeines
Der Begriff des Totalschadens spielt insbesondere bei Kraftfahrzeugen in der Kfz-Haftpflichtversicherung eine Rolle, aber auch andere Sachen können einen Totalschaden erleiden. Aus technischer Sicht handelt es sich um einen Totalschaden, wenn eine Sache vollständig zerstört, ihre Reparatur objektiv unmöglich ist und ihre Wiederherstellung ausgeschlossen ist. Der Ersatz der Wiederbeschaffungskosten ist daher beim Totalschaden von Kraftfahrzeugen die übliche Form des Schadensersatzes.

## Ermittlung
Bei der Ermittlung eines Totalschadens sind die Positionen Reparaturkosten ({\displaystyle RK}), Restwert ({\displaystyle RW}), Minderwert ({\displaystyle MW}) und Wiederbeschaffungswert ({\displaystyle WBW}) von Bedeutung. Der Wiederbeschaffungswert ist der Wert vor dem Unfall, der Restwert der Wert nach dem Unfall. Die Begriffe stehen zueinander in wirtschaftlicher Beziehung:
{\displaystyle MW=WBW-RW}.
Der Minderwert ist die Differenz zwischen Wiederbeschaffungswert und Restwert. Die verschiedenen Arten von Totalschäden lassen sich anhand dieser Begriffe voneinander abgrenzen.

## Rechtsfragen
Der Bundesgerichtshof (BGH) hat sich vor allem mit dem Totalschaden bei Kraftfahrzeugen befasst. Aus seiner Rechtsprechung lässt sich ein Vier-Stufen-Modell ableiten.
{\displaystyle RK<WBW}
Reparaturkosten bis zur Höhe des Wiederbeschaffungswerts können ohne Abzug des Restwerts geltend gemacht werden.
{\displaystyle RK=WBW-RW}
Liegen die Reparaturkosten zwischen dem Wiederbeschaffungswert und Restwert, erhält der Geschädigte die Reparaturkosten (brutto) erstattet, ohne dass es auf die Weiternutzung des Fahrzeugs ankommt.
{\displaystyle RK+MW=WBW\cdot 130\,\%}
Reparaturkosten, die zuzüglich eines etwaigen Minderwerts bis zu 30 % über dem Wiederbeschaffungswert liegen, können verlangt werden, wenn der Geschädigte sein Fahrzeug vollständig und fachgerecht reparieren lässt und er das Fahrzeug mindestens sechs Monate weiter nutzt.
{\displaystyle RK>WBW\cdot 130\,\%}
Die Reparaturkosten dürfen jedoch 130 % des Wiederbeschaffungswerts nicht übersteigen, sonst liegt ein Totalschaden vor. Benutzt ein Geschädigter im Totalschadensfall sein unfallbeschädigtes, aber fahrtaugliches und verkehrssicheres Fahrzeug weiter, ist bei der Abrechnung nach den fiktiven Wiederbeschaffungskosten in der Regel der in einem Sachverständigengutachten für den regionalen Markt ermittelte Restwert in Abzug zu bringen.

## Arten

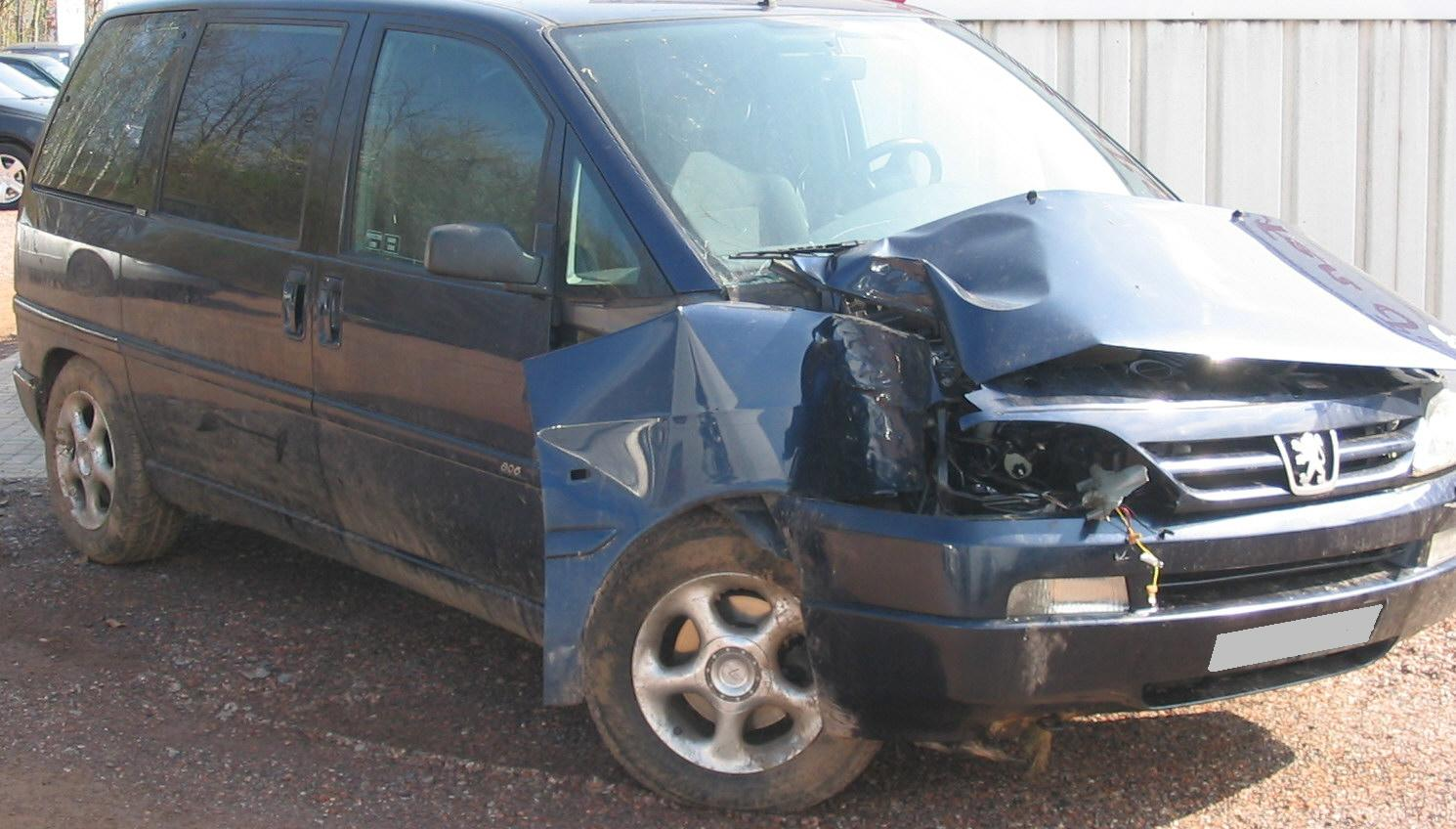
Wirtschaftlicher Totalschaden eines Peugeot 806

Auch versicherungsrechtlich werden verschiedene Schadensarten unterschieden. Der klassische Totalschaden ist der echte bzw. technische Totalschaden. Er liegt vor, wenn die Sache völlig zerstört ist und nicht mehr wiederhergestellt werden kann. Sprechen die Allgemeinen Versicherungsbedingungen von „zerstört“, so ist ein echter Totalschaden gemeint.
Der wirtschaftliche Totalschaden hängt dagegen mit der Reparaturwürdigkeit zusammen. Übersteigen die Reparaturkosten einer technisch möglichen Instandsetzung zuzüglich Minderwert und Restwert die Wiederbeschaffungskosten, so ist die Reparatur aus wirtschaftlicher Sicht unverhältnismäßig. Ein wirtschaftlicher Totalschaden liegt vor, wenn die Reparaturkosten mindestens 30 % über dem Wiederbeschaffungswert liegen.
Bei der Feststellung eines wirtschaftlichen Totalschadens liegt regelmäßig die Kostenkalkulation für eine gewerblich durchgeführte Wiederinstandsetzung durch Fachpersonal und unter Verwendung von Neuteilen zu Grunde. Soweit die Reparatur sachkundig im privaten Bereich ohne Anfall von Lohnkosten und bei Einsatz von Gebrauchtteilen durchgeführt werden kann, kann durchaus Reparaturwürdigkeit bei einem Kraftfahrzeug mit wirtschaftlichem Totalschaden aus subjektiver Sicht des Geschädigten vorliegen. Auch in Staaten mit vergleichsweise hohen Anschaffungskosten für Neuwagen bei ansonsten niedrigem Lohnniveau im gewerblichen Reparaturbereich kann eine als unrentabel darstellende Fahrzeuginstandsetzung wirtschaftlich sinnvoll erscheinen. Aus diesem Grund werden sehr häufig stark unfallbeschädigte Fahrzeuge mit mittlerem und hohem Wiederbeschaffungswert aus Ländern mit hohen Werkstattpreisen in solche mit niedrigeren Werkstattpreisen veräußert, dort repariert und dort oder wieder importiert auf dem Gebrauchtwagenmarkt veräußert.
Bei der Kfz-Haftpflichtversicherung gibt es noch den unechten Totalschaden, bei dem die Reparaturkosten einer technisch möglichen Reparatur (und ein gegebenenfalls zu ersetzender Minderwert) für das Fahrzeug zwar geringer sind als sein Wiederbeschaffungswert (abzüglich Restwert), für den Geschädigten jedoch eine Reparatur unzumutbar ist.

## Totalschaden und Regulierung von Schadensersatzansprüchen
Im Falle eines Totalschadens kann der Geschädigte in der Regel als Schadensersatz nicht die Reparaturkosten, sondern nur die Wiederbeschaffungskosten einer gleichwertigen Ersatzsache minus dem Restwert der beschädigten Sache verlangen. Eine Ausnahme gilt bei Kraftfahrzeugen (jedoch nicht bei Voll- oder Teilkaskoschäden): Hier kann der Geschädigte unter bestimmten Bedingungen bis zu 130 % der Wiederbeschaffungskosten (ohne Betrachtung des Restwertes) als Schadensersatz verlangen, wenn für diesen Betrag das Fahrzeug vollständig und fachgerecht repariert werden kann, ggf. auch unter Verwendung von Gebrauchtteilen.
Nach der ständigen Rechtsprechung des Bundesgerichtshofs stellen die Wiederbeschaffungskosten im Regelfall (jedenfalls bei Kfz-Schäden) eine Form der Naturalrestitution gemäß § 249 Abs. 2 BGB dar und keine Kompensation gemäß § 251 Abs. 2 BGB. Dies hat für Totalschäden, die sich nach dem 1. August 2002 (Inkrafttreten des Zweiten Gesetzes zur Änderung schadensersatzrechtlicher Vorschriften) ereignen, zur Folge, dass der Wiederbeschaffungswert um die darin enthaltene Umsatzsteuer gekürzt wird, wenn der Geschädigte nicht tatsächlich eine Wiederbeschaffung vorgenommen hat und dabei Umsatzsteuer angefallen ist. Der Bundesgerichtshof hat diese Kürzung in zwei Urteilen ausdrücklich gebilligt. Eine gegen das Urteil vom 18. Mai 2004 eingelegte Verfassungsbeschwerde hat das Bundesverfassungsgericht – ohne Angabe von Gründen – nicht zur Entscheidung angenommen.

## Totalschaden bei einem Flugzeug
Bei einem wirtschaftlichen oder technischen Totalschaden an einem Flugzeug – häufig infolge eines Flugunfalls – spricht man von einem „Rumpfverlust“ (englisch Hull loss).

## International
Um einen Totalschaden handelt es sich in der Schweiz, wenn die Reparaturkosten höher sind als der Fahrzeugwert des beschädigten Fahrzeuges vor Schadenseintritt. Bei Kaskoschäden gelten bezüglich Totalschadengrenze die Allgemeinen Versicherungsbedingungen der entsprechenden Versicherungspolice. In der Regel liegt gemäß diesen Bestimmungen die Grenze bei 60 bis 65 Prozent des Katalogpreises. Liegt der Zeitwert darunter, gilt wiederum dieser als Obergrenze.
In Österreich wird ein Totalschaden angenommen, wenn die voraussichtlichen Reparaturkosten den Wiederbeschaffungswert des Fahrzeugs um mehr als 10 Prozent übersteigen. Bis zu dieser Grenze werden die Reparaturkosten vollständig übernommen. Bei Feststellung eines Totalschadens wird der Wrackwert meist über sogenannte „Wrackbörsen“ im Internet ermittelt. Dabei handelt es sich um Webseiten, bei denen Händler auf das Wrack bieten können. In Falle eines wirtschaftlichen Totalschadens zahlt die Versicherung nicht die Reparatur des Fahrzeuges, sondern eine Entschädigung in Höhe des Wiederbeschaffungswertes abzüglich des ermittelten Restwertes.